# 新顿涅茨基 (玛纳斯区)
新顿涅茨基，俄语则称新顿涅茨科耶（俄语：Новодонецкое），是吉尔吉斯斯坦塔拉斯州玛纳斯区下辖的一个村。根据2009年吉尔吉斯共和国人口普查，全村人口为376人。